# Kirche von Alstahaug

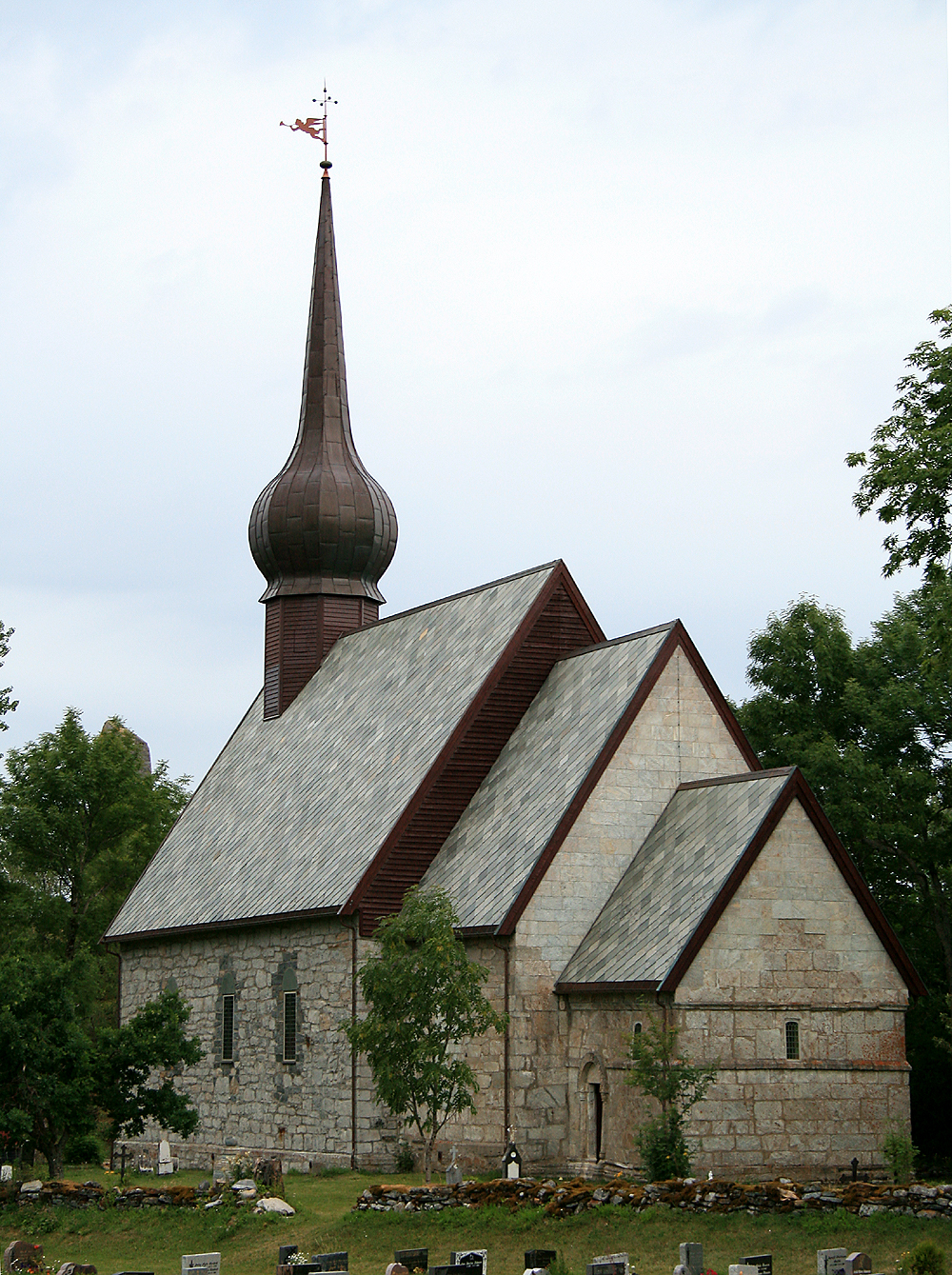
Außenansicht der Kirche von Südosten

Die Kirche von Alstahaug (Alstahaug kirke) in der Kommune Alstahaug ist eine von drei mittelalterlichen Steinkirchen im nordnorwegischen Helgeland; die beiden anderen Kirchen befinden sich in Dønnes und Herøy. Das Gebäude wird für Gottesdienste und Konzerte genutzt.

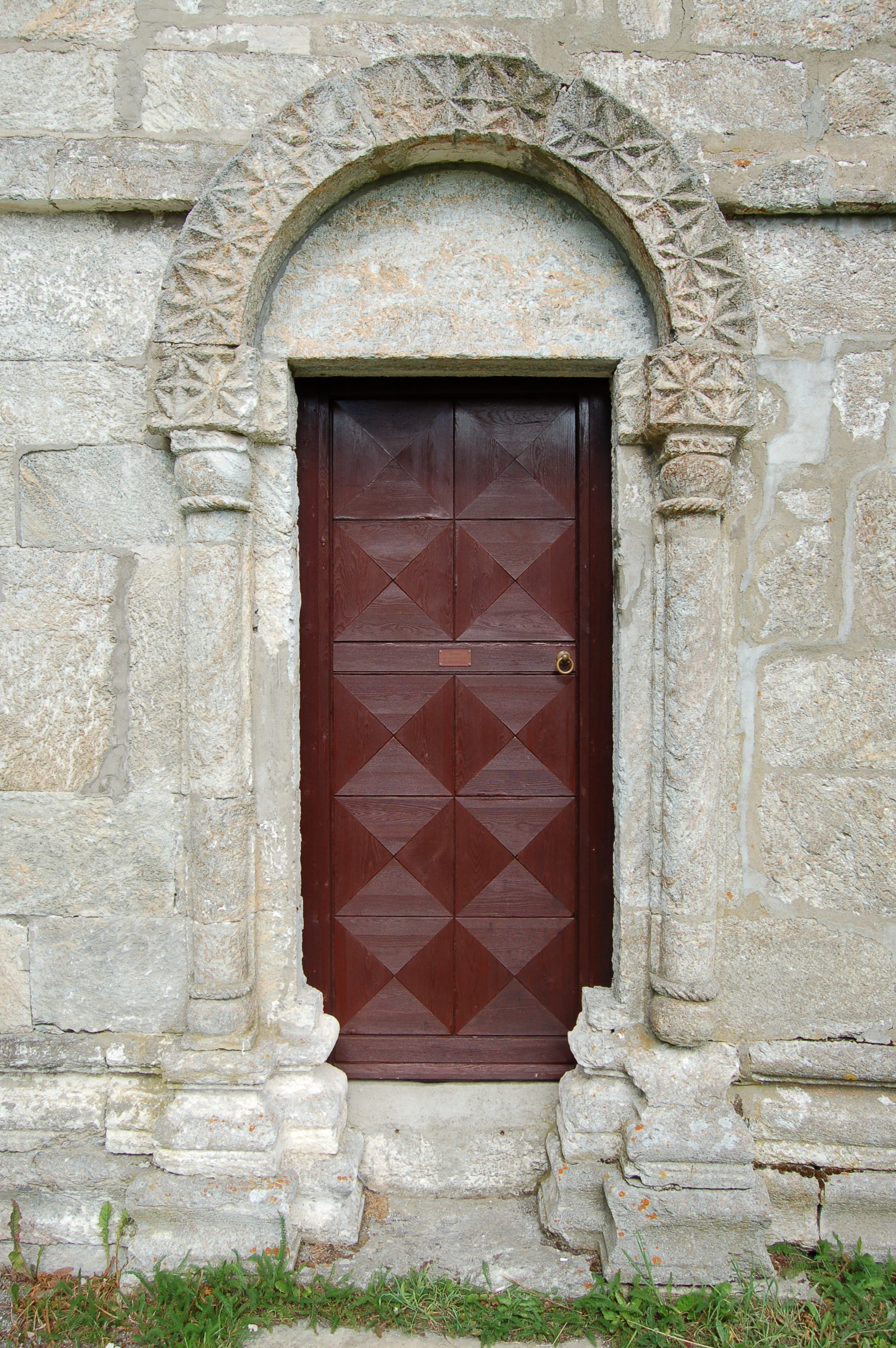
Südportal

## Geschichte
Um 1200 wurde mit dem Bau der romanischen Saalkirche begonnen, die, wie man annimmt, eine ältere Holzkirche ersetzte. Sie war der heiligen Margarethe geweiht. Eine Skulptur der Kirchenpatronin, die aus dieser Kirche stammt, befindet sich heute im Museum für Naturgeschichte und Archäologie in Trondheim.
Zwei Bauphasen können unterschieden werden. Die älteste Bausubstanz weist der Chorraum auf. Dessen Südportal, flankiert von zwei Säulen mit attischer Basis und überwölbt von einem Bogen, der das zeittypische Ornament der „versunkenen Sterne“ (karveskurdstjernene) aufweist, ermöglicht eine genauere Bestimmung der Bauzeit. Die zweite Bauphase lässt sich etwa auf 1250 datieren.
Von 1863 bis 1865 wurde die Kirche von Alstahaug umfassend umgebaut und modernisiert. Um das Hauptschiff zu vergrößern, riss man einen Teil der mittelalterlichen Bausubstanz ab. Das Baumaterial wurde aus einem Steinbruch in der Nachbarschaft der Kirche gewonnen. Das Ergebnis dieser Umbauten war eine typische Kirche des 19. Jahrhunderts mit vorgesetztem Kirchturm und großen Fenstern. Dabei blieb im Innenraum der relativ enge, mittelalterliche Durchgang zum Altarraum erhalten. In den 1960er Jahren erfolgte eine Restaurierung, die der Kirche ihr mittelalterliches Erscheinungsbild zurückgab: das steile Dach, die kleinen Fenster und der Dachreiter mit seiner typischen Zwiebelform kehrten zurück. Am 21. Juni 1970 wurde die Kirche wieder in Gebrauch genommen.

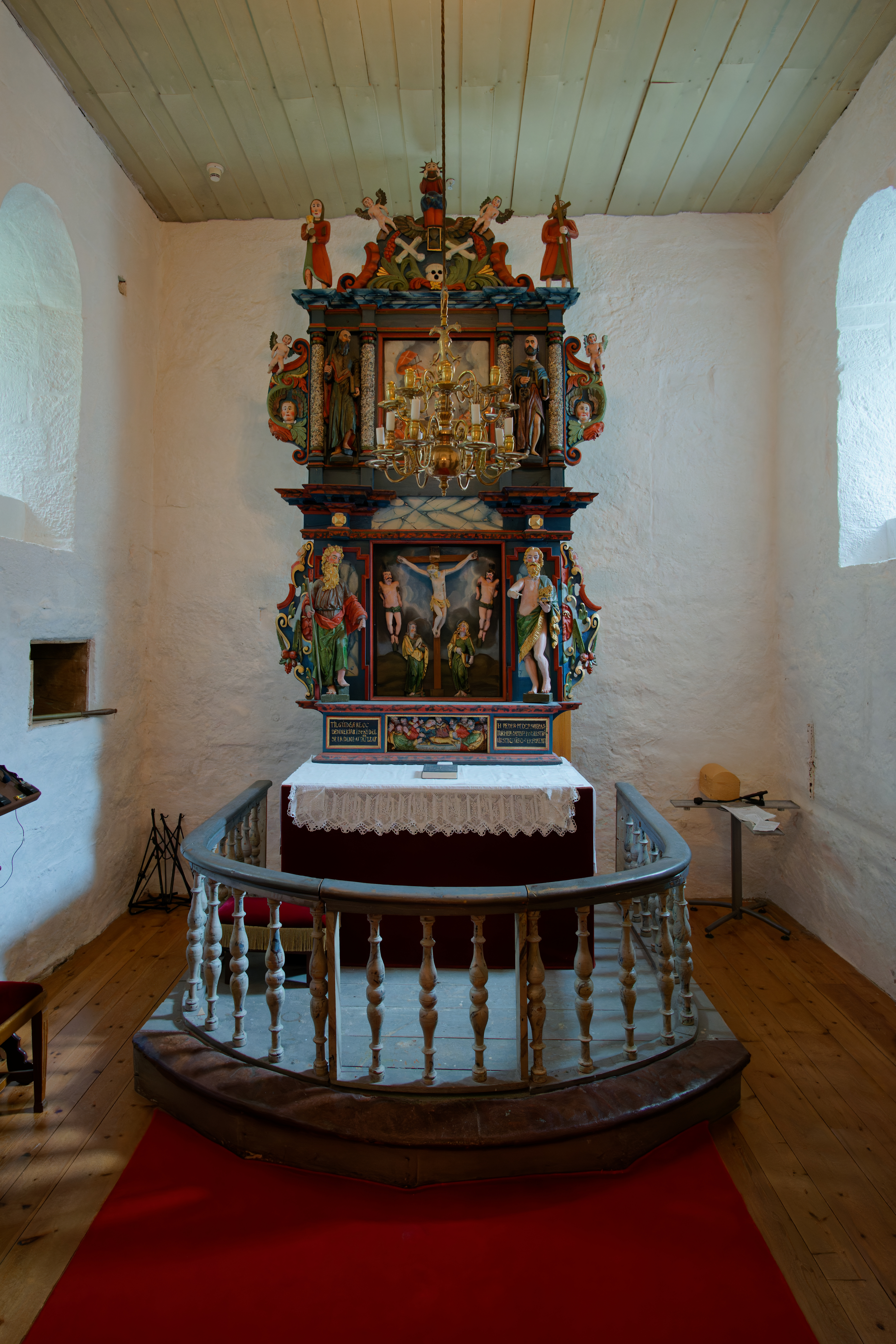
Altar mit barocker Altarretabel

Das barocke Altarretabel wurde um 1630 angeschafft, in der Zeit, als Peder Pedersen hier Pfarrer war. Flankiert von Apostelfiguren, ist unten auf der Predella das Letzte Abendmahl dargestellt, darüber die Kreuzigung, darüber die Auferstehung, wobei der aus dem Grab entstiegene Christus eine Siegesfahne hält, die merkwürdigerweise als Danebrog dargestellt ist.
Der Lyriker und Bibelübersetzer Petter Dass war von 1689 bis 1707 Pfarrer von Alstahaug. Pfarrhaus und Pfarrscheune, zwei rot gestrichene Holzgebäude, beherbergten bis zur Errichtung eines Museumsneubaus das Petter-Dass-Museum. Gewohnt hat Dass hier allerdings nicht, da das Pfarrhaus wohl erst nach seinem Tod errichtet wurde.